# Pediobius telenomi
Pediobius telenomi  (лат.) — вид паразитических наездников рода Pediobius из семейства Eulophidae (Chalcidoidea) отряда перепончатокрылые насекомые. Африка (Уганда) и юго-западная Азия (Йемен). Переднеспинка с шейкой, отграниченной килем (поперечным гребнем). Щит среднеспинки с развитыми изогнутыми парапсидальными бороздками. Ассоциированы с перепончатокрылыми Telenomus gowdeyi (Scelionidae) и бабочками Parnara gemella (Hesperiidae), Platyptilia carduidactyla (Pterophoridae).